# Gimnopodismo

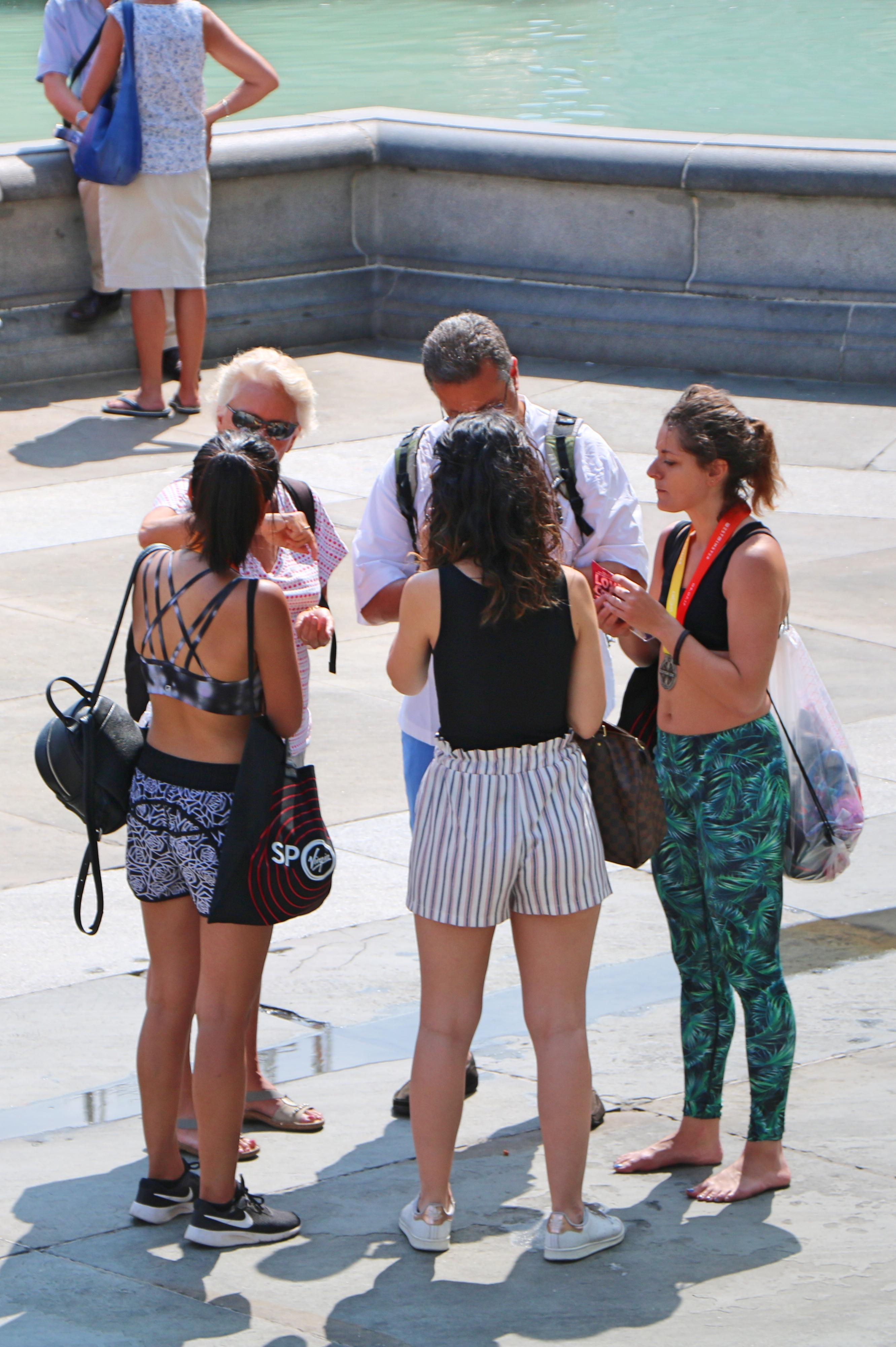
Trafalgar Square. Un gruppo di persone, fra cui una a piedi nudi

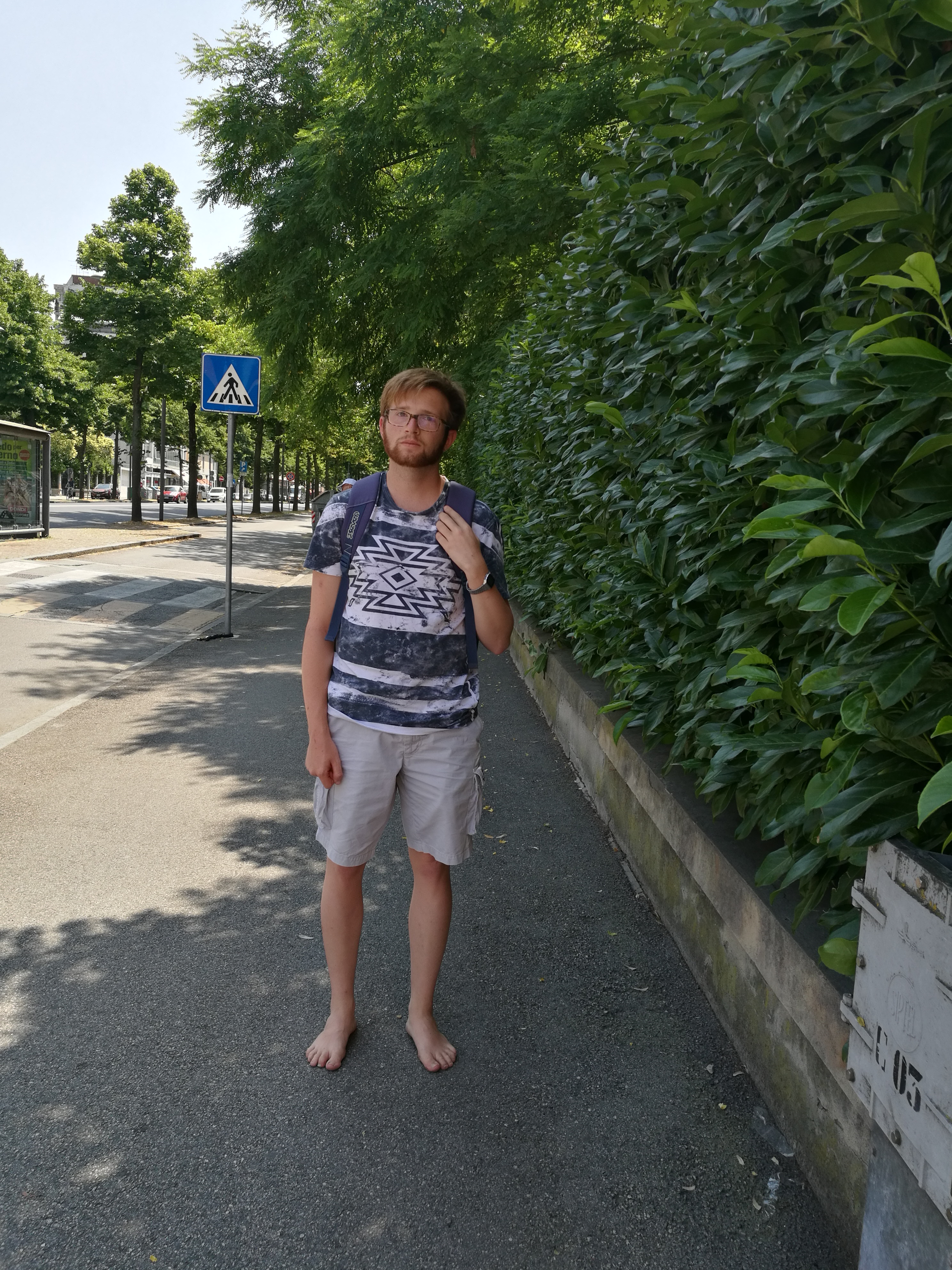
Esempio di persona che pratica barefooting o gimnopismo in una città italiana.

Il gimnopodismo (più comunemente scalzismo o barefooting) è uno stile di vita nel quale i praticanti adottano la scelta di non indossare calzature durante le attività quotidiane, camminando solo a piedi nudi.
Una persona che adotta questa pratica viene comunemente identificato con il nome di scalzista o barefooter.
Il gimnopodismo si radica sui campi del fitness e del benessere e non deve essere assolutamente aggregato o considerato una ramificazione dei temi riguardanti il feticismo del piede.

## Etimologia
Il termine "gimnopodismo" deriva dall'unione dei termini "gimno" (dal gr. γυμνός «nudo; scoperto»; lat. scient. gymno) e "podismo" (der. del gr. πούς ποδός «piede»). Il termine "scalzismo", molto più utilizzato nel contesto italiano deriva da "scalzo" (lat. tardo (eccles.) excalceus, der. di excalceare (v. scalzare), secondo il sost. calceus «scarpa»). Il termine barefooting, sempre più utilizzato in quanto termine più internazionale deriva dall'inglese barefoot (bare, "nudo", "scoperto" e foot, "piede"; lett. "a piedi nudi").

## Aspetti storici del gimnopodismo
(Antonio Pennacchi, Canale Mussolini, 2010)

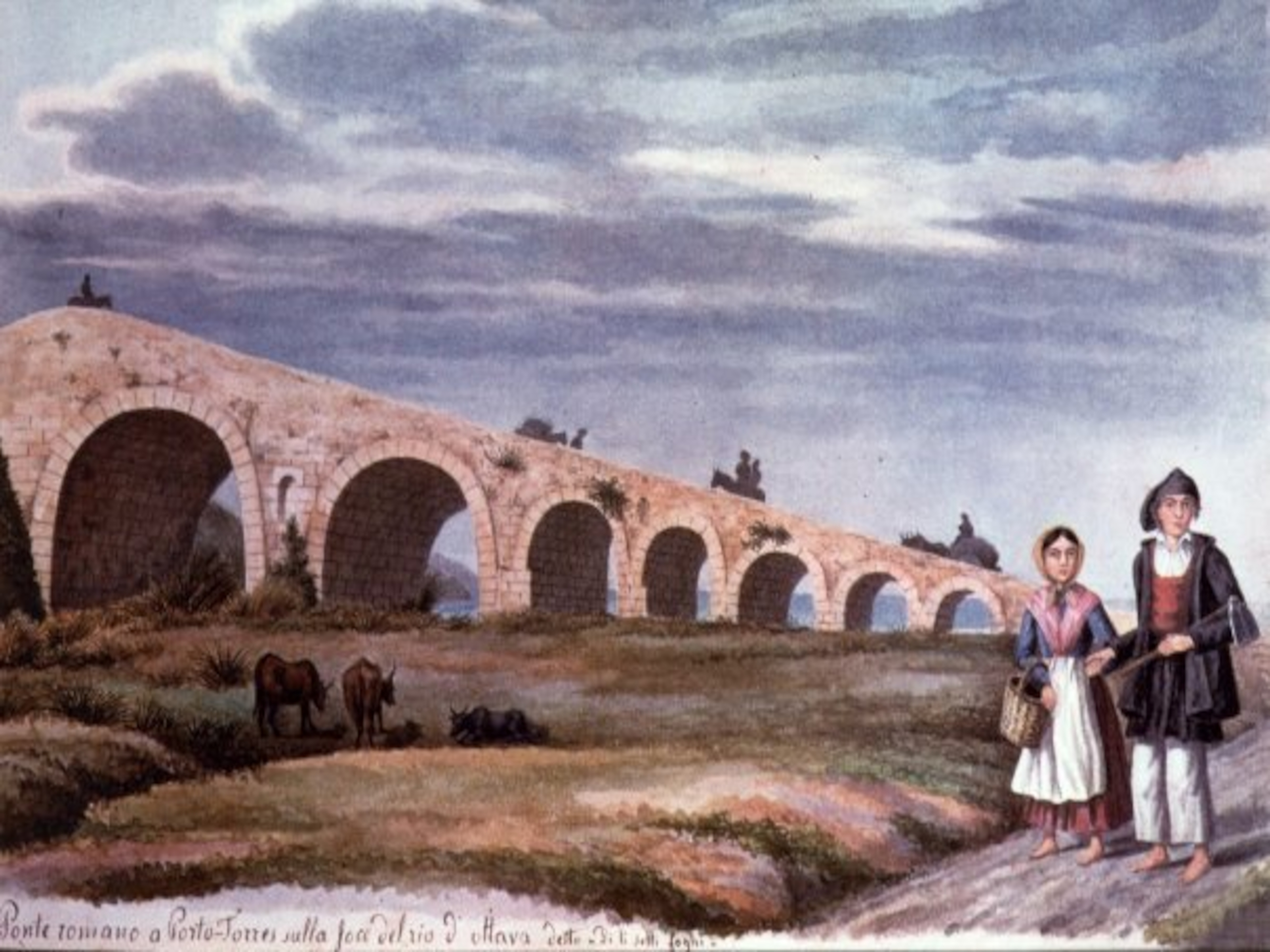
Due ragazzi nei pressi del ponte romano di Porto Torres. Il quadro è stato per rappresentare il costume tradizionale locale

Per migliaia di anni gli uomini hanno vissuto prevalentemente scalzi. In epoca antica era pratica diffusa andare in giro a piedi nudi. In molte civiltà come quella egiziana, quella indiana o quella greca non era assolutamente considerato malsano andare in giro a piedi scalzi. Durante i giochi olimpici in Grecia gli atleti partecipavano ai giochi scalzi e senza vestiti.
A differenza dei greci i romani non consideravano le calzature come facoltative, bensì come un modo per distinguere una società civilizzata (in questo caso la propria) da tutte le altre culturalmente arretrate. Il legame fra lo scalzismo e la povertà nasce durante il medioevo: se le persone benestanti potevano permettersi di acquistare costose calzature fatte a mano per le classi meno abbienti non era la stessa cosa, vivendo di conseguenza prevalentemente a piedi nudi. Durante il medioevo era solito per le classi nobiliari di entrambi i sessi utilizzare scarpe alte come grossi zoccoli per distinguersi dalla plebe. Infatti, poiché la gente povera era spesso scalza o con calzature molto leggere, avere delle calzature grosse e dalla suola molto alta aiutava a simboleggiare il proprio status economico e sociale. Da questo fatto storico nacque come conseguenza l'associazione dello scalzismo con il concetto di umiltà e semplicità. Poiché prima dell'industrializzazione le calzature erano fatte a mano e la procedura di fabbricazione era lunga e i materiali utilizzati erano costosi la creazione di calzature per i bambini e per gli adolescenti ancora in fase di crescita era messa in secondo piano poiché la maggior parte della popolazione preferiva lasciare i propri figli a piedi nudi per la maggior parte del tempo fino alla loro maggiore età e comprare un solo paio di scarpe da utilizzare solo in poche formali occasioni piuttosto che comprare un capo d'abbigliamento costoso che dopo poco tempo sarebbe stato inutile poiché diventato troppo piccolo. Da questo fatto nasce l'associazione fra lo scalzismo ed il concetto di infanzia, spensieratezza ed innocenza.

## Aspetti culturali del gimnopodismo
In molti paesi del mondo mostrarsi scalzi in pubblico o non includere le scarpe nel proprio abbigliamento è una cosa assolutamente normale è completamente integrata negli usi e costumi locali. Nel periodo estivo in Australia soprattutto le fasce più giovani della popolazione frequentano aree e luoghi pubblici a piedi nudi (nelle aree più rurali del paese è consentito agli scolari presenziare a scuola senza scarpe). Anche nella vicina Nuova Zelanda è costume non indossare scarpe sia in luoghi pubblici che in locali privati aperti al pubblico. In India le calzature sono considerate impure e vengono rimosse ogniqualvolta si entri in un luogo di particolare importanza sociale, come un tempio o un'abitazione; non è raro infatti vedere persone che camminano a piedi scalzi, indipendentemente dal loro status sociale. Nel Sudafrica per gli Afrikaner lo scalzismo durante i periodi caldi è parte integrante del costume locale, tanto che nel le linee guida riguardanti le uniformi scolastiche indica le scarpe come accessorio opzionale. Anche in Europa nel Regno Unito lo scalzismo nei periodi caldi è socialmente accettato nelle aree urbane e in particolar modo nelle aree rurali. Nelle comunità Amish i bambini, le donne e gli adolescenti utilizzano le scarpe solo in determinate occasioni per rimanere scalzi la maggior parte del tempo. Nella cultura gitana per le donne essere scalze rientra nei canoni del proprio costume

## Il pensiero del gimnopodista

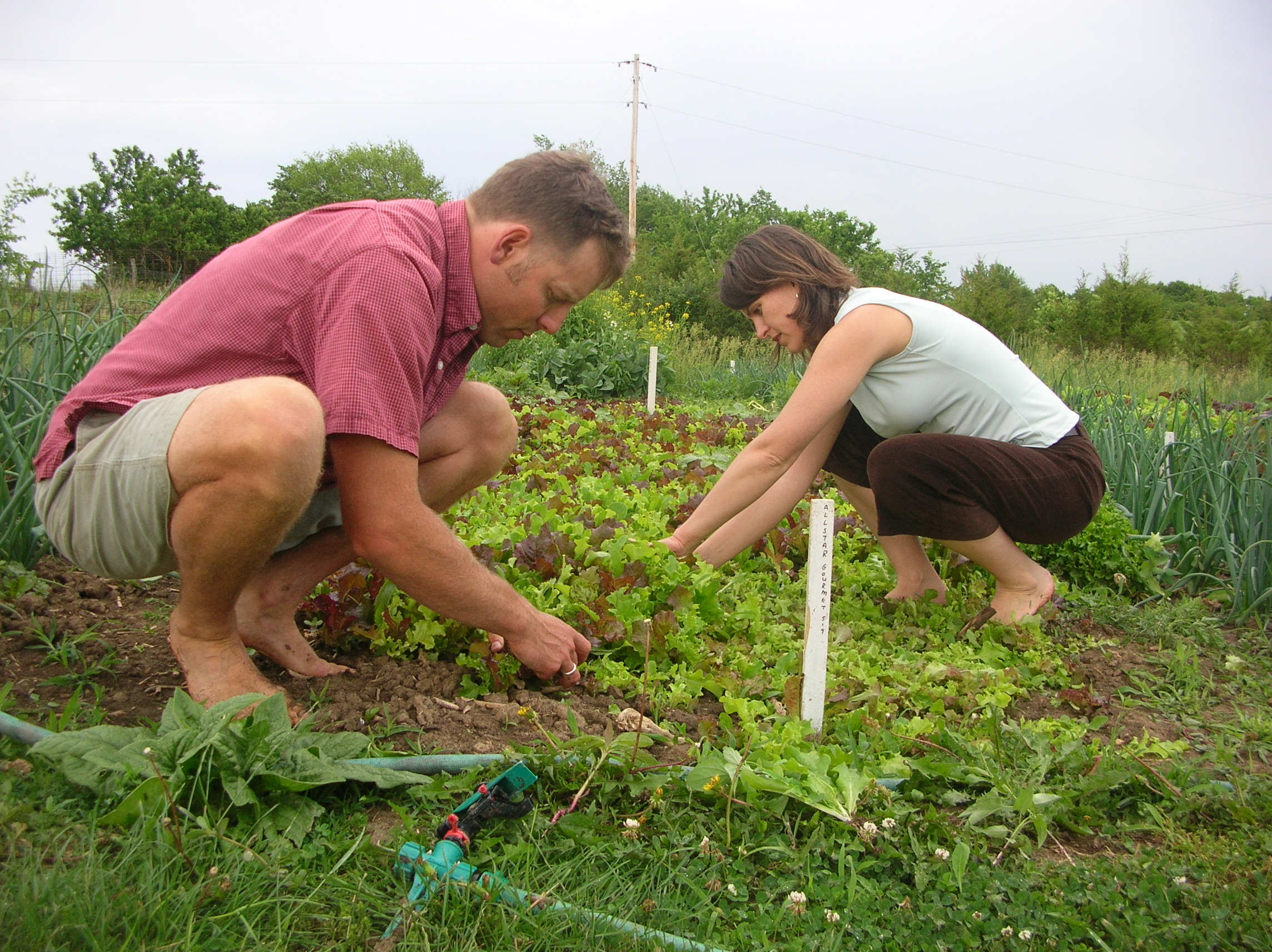
Una coppia pratica il giardinaggio a piedi nudi

La filosofia di questa comunità si basa sia sul radicamento dell'uomo nella natura, partendo dall'appoggio dei piedi nudi su di essa sia sul trovare semplicemente più comodo il non utilizzare calzature. Anche se si tratta di una scelta di vita personale ed individuale esistono nel mondo (Italia compresa) varie associazioni che promuovono questo tipo di attività anche con l'ausilio di studi ed articoli scientifici oltre alle semplici opinioni personali.
Andare in giro a piedi nudi non è in alcun modo illegale o sanzionabile né in Italia né nella maggior parte degli altri paesi. Secondo lo scalzista camminare abitualmente a piedi nudi offre numerosi vantaggi alla salute, oltre ad essere molto più confortevole rispetto al camminare utilizzando scarpe chiuse poiché, in quanto la suola è composta da materiale rigido e molto poco elastico, non è la scarpa a prendere la forma del piede ma viceversa. Lo scalzismo si basa sul concetto che i piedi umani sono nati per muoversi scalzi.

La pericolosità del barefooting legato al rischio di procurarsi ferite deriva proprio dall'utilizzo eccessivo delle calzature: fintanto che il piede rimarrà chiuso all'interno della calzatura o protetto dal contatto con il suolo da qualsiasi tipo di suola, non potrà mai irrobustirsi e diventare molto meno soggetto a tagli o usura dovuto all'azione meccanica del camminare. Per quanto riguarda l'aspetto igienico i piedi scalzi si sporcano tanto quanto la suola delle scarpe; l'unica differenza risiede nel fatto che se i piedi, proprio in virtù del fatto che sono parti del proprio corpo e vengono lavati con una certa cura e frequenza, per le scarpe non è la stessa cosa, risultando quindi molto meno igieniche per il piede stesso più soggetto a contrarre infezioni e malattie fungine nell'ambiente insalubre all'interno della scarpa. Le maggiori associazioni di gimnopodisti si pongono l'obiettivo di promuovere questa pratica fornendo piattaforme educative che istruiscano dei benefici (e dei pericoli) legati al barefooting. Il primo ostacolo che un barefooter si trova davanti è quella culturale: nella società occidentale infatti è radicato il concetto che andare in giro scalzi sia sinonimo di squallore, sciatteria e povertà. In altre culture invece andare in giro scalzi è una cosa normale, tanto da arrivare al considerare le calzature come un accessorio di abbigliamento facoltativo. Poiché si tratta di uno stile di vita legato esclusivamente a migliorare il proprio comfort e la propria salute (nonché in alcuni casi legato anche a questioni religiose e culturali) le comunità dei barefooters hanno tra i loro capisaldi quello di ripudiare ogni pratica che sia legata al feticismo del piede, poiché non legate in alcun modo alla loro filosofia.

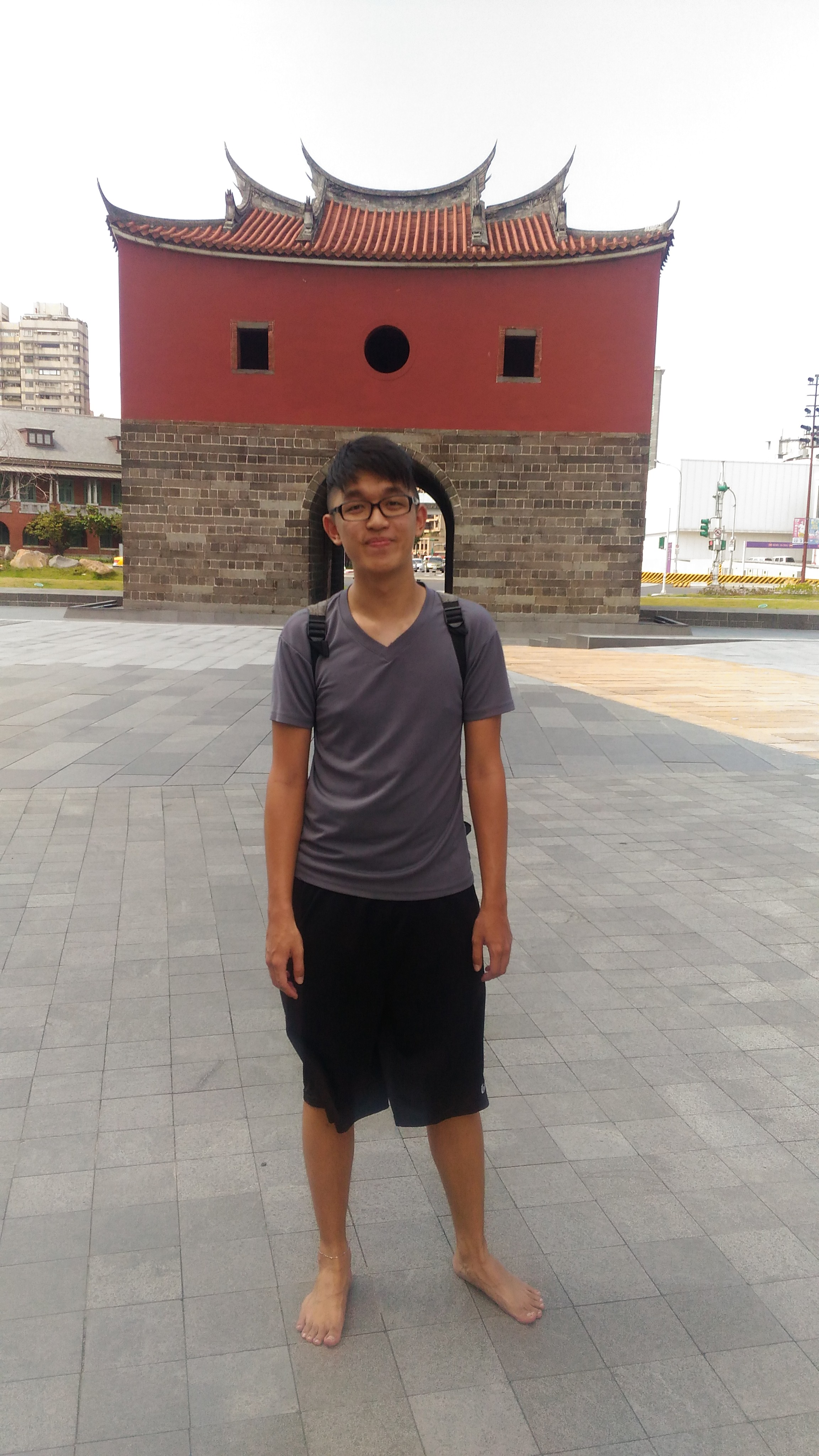
Un barefooter durante una passeggiata

## Pratica e stile di vita

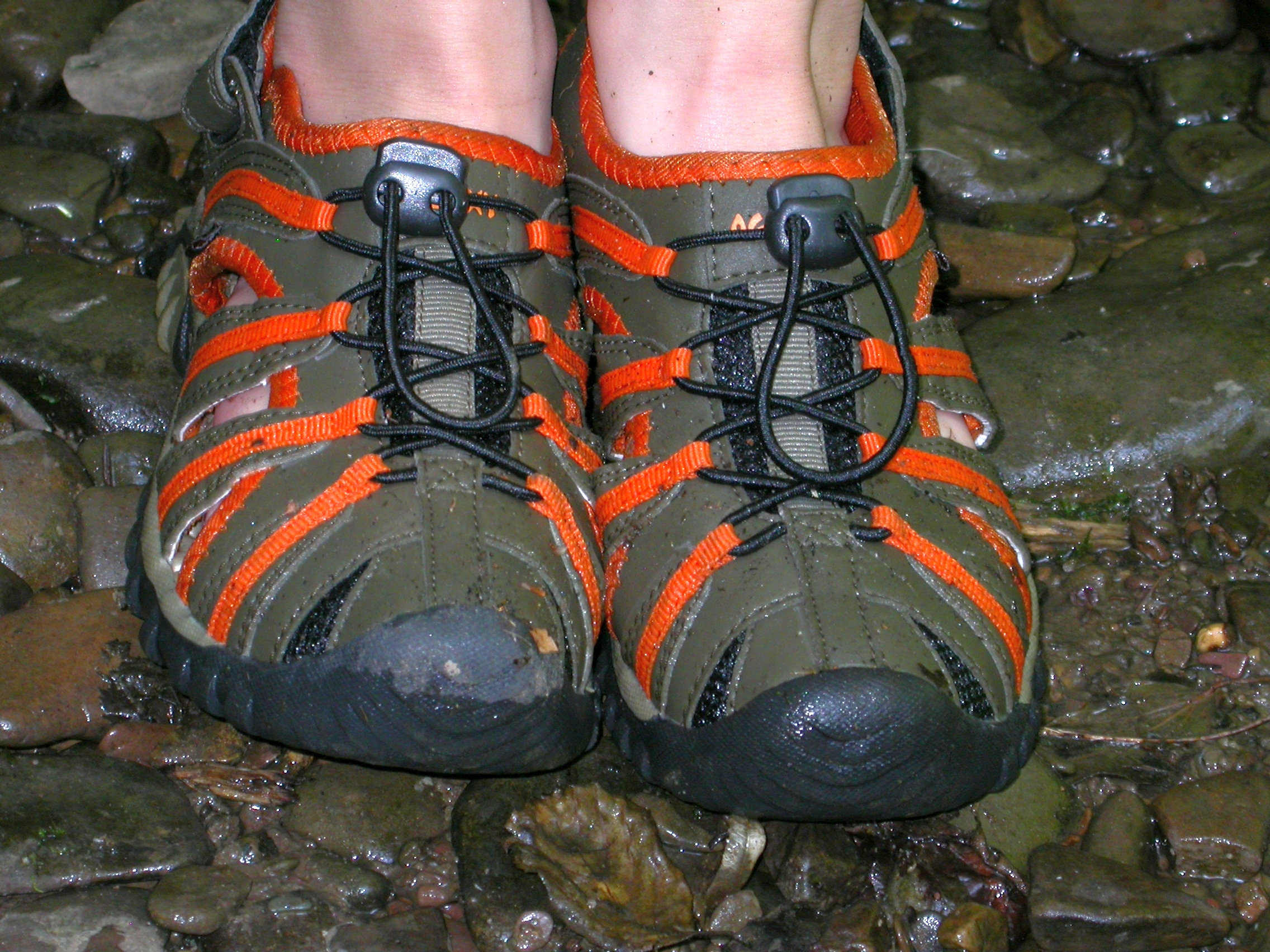
Scarpe minimali

Un barefooter può essere full-time, integrando tale pratica completamente all'interno della sua vita vivendo completamente scalzo, oppure part-time, ovvero ricorrendo ad apposite calzature minimali nella vita di tutti i giorni per evitarne l'utilizzo esclusivamente nei momenti più opportuni.
Nella cultura dello scalzista viene dissuasa ogni forma di estremismo in quanto si è consapevoli delle barriere sociali e delle barriere fisiche che impediscono di essere scalzo in determinate situazioni, come durante lavori pesanti o condizioni meteorologiche estreme (lo scalzista infatti non considera le calzature inutili ma facoltative). L'obiettivo dello scalzista è praticare tale attività nella vita di tutti i giorni, come andare scalzo al lavoro, al supermercato, al ristorante, a scuola e più generalmente in tutte le situazioni o luoghi pubblici dove per motivi più culturali che legali è considerato tabù. Nella vita dello scalzista l'igiene e la cura personale sono molto importanti poiché senza tali attenzioni la pratica, sempre dal punto di vista igienico, non sarebbe più salutare dell'utilizzare scarpe chiuse ma sarebbe invece ben più pericolosa. Nella filosofia dello scalzista non vi è il ripudio completo delle scarpe: il suo percorso inizia facendo a meno delle calzature nei luoghi dove più si sente a suo agio per andare progressivamente, acquisendo sempre più esperienza, a ribaltare la situazione utilizzando le scarpe solo in determinati e circoscritti luoghi e vivere scalzo per il resto del tempo. Solo in determinate situazioni un individuo può aspirare a diventare un barefooter a tempo pieno, rinunciando completamente alle scarpe.

## Gimnopodismo e salute
Sui piedi grava l'intero peso del nostro corpo e su di essi si impernia la nostra deambulazione. Essi inoltre giocano un ruolo importante su tutti i nostri movimenti, poiché su di essi si fa perno.
Tuttavia le calzature, oltre ad essere raramente ben modellate sui piedi (la cui forma varia da persona a persona, e spesso dal destro al sinistro nella stessa persona), gli tolgono sensibilità e, sulla base di quanto detto prima, è facile immaginare quanto ciò si può riflettere in una catena di delicati equilibri muscolari e scheletrici del nostro corpo.
L'impronta di un piede normale dovrebbe essere di forma grossomodo triangolare, con un vertice corrispondente al calcagno, mentre le scarpe hanno solitamente una forma rastremata anteriormente, ovvero l'opposto della naturale geometria del piede. La compressione da ciò derivante sulle dita del piede, il blocco di un qualsiasi movimento di esse, fa sì che la muscolatura di queste si indebolisca. Ciò cambia completamente il corretto equilibrio di tutto il corpo, il cui baricentro si sposta in avanti, con effetti negativi sulle ossa dell'intero scheletro. Tale situazione si peggiora con le scarpe femminili a tacco alto, in quanto il peso del corpo, anziché gravare sul calcagno, che normalmente dovrebbe sostenere la maggior parte del carico, si sposta sulle ossa delle dita, assai più delicate, con conseguente affaticamento, sino a provocare forme di artrite o artrosi.
Altro aspetto è l'alterazione della percezione da parte dei meccanorecettori del piede, che sono preposti ad identificare la distribuzione delle pressioni gravanti nei vari punti di questo, e di conseguenza, di fornire le corrette informazioni al sistema nervoso che deve dare le giuste informazioni alle catene muscolari che regolano il nostro equilibrio. La scarpa modifica la pressione sui meccanorecettori del piede, le informazioni de questi trasmesse al sistema nervoso centrale vengono falsificate e, pertanto, le catene muscolari vengono regolate in maniera errata, anche in questo caso con conseguenza negative sulla salute.
Di conseguenza la scarpa impedisce il normale e corretto movimento dei piedi, ne indebolisce la muscolatura, fa sì che il carico non si distribuisca sul calcagno ma che gravi sull'avampiede, e pertanto predispone a difetti posturali, pertanto in occidente questi colpiscono quasi l'80% della popolazione. Altri problemi che a ciò conseguono sono dolori alle ginocchia, alle anche, alla schiena.
La scarpa inoltre sopprime la sensibilità tattile del piede, che non percepisce più la qualità del terreno (o in misura molto ridotta), e rende l'incedere meno sicuro, i piedi non assumono più la posizione ottimale, il passo diviene meno cauto con conseguenti contraccolpi sul corpo.
Al contrario, camminando scalzi, oltre ad esercitare correttamente la muscolatura del piede e favorire una distribuzione corretta dei carichi, si favorisce la traspirazione (la pianta del piede ha tra le più alte concentrazioni di ghiandole sudorifere di tutto il corpo), produce un massaggio riflessologico che stimola positivamente tutto l'organismo, favorisce la circolazione sanguigna degli arti inferiori e, di conseguenza, quella di tutto il corpo.
Un ultimo ma non trascurabile aspetto, in questo caso biofisico, del piede scalzo, è che nel contatto diretto con il suolo, si ha un'equalizzazione del potenziale elettrico dell'organismo con quello del suolo: i meccanismi bioelettrici del nostro corpo tendono già naturalmente, in particolare in situazioni patologiche, a creare degli squilibri di carica elettrica. Ulteriore causa di accumulo di cariche elettriche è dato dall'effetto isolante della scarpa che forma, in pratica, un condensatore elettrico, o meglio, una macchina elettrostatica di cui il nostro corpo è uno dei poli. Questo fenomeno è stato notato anche dai produttori di scarpe che hanno cercato di porvi rimedio inserendo dei fili di rame nella suola, che dovrebbero scaricare l'energia elettrostatica accumulata verso terra: con mediocri risultati, giacché, consumato la sottile pagliuzza di rame che va verso terra, il corpo rimane nuovamente isolato. Gli effetti di tali squilibri elettrostatici sono molteplici, in primis sul sistema nervoso: la chiusura del circuito verso terra non è forse sufficiente ad eliminare completamente ogni problema, ma sicuramente può migliorare la situazione relativa a stati d'ansia, di stress e di depressione. Questi sono i motivi igienici che hanno portato tale pratica a diffondersi.

### Pericoli per la salute
La pratica del barefooting, se è salutare per i motivi sopra indicati, non è, d'altronde, priva di rischi. Sussiste la possibilità di contrarre parassitosi quale la anchilostomiasi o la schistosomiasi nel caso si cammini a piedi nudi su terreni o in acque dolci inquinati dalle larve di tali parassiti. È da rilevare poi che sul suolo generalmente albergano diverse specie di germi patogeni che possono trovare via d'ingresso anche attraverso lievi lesioni. Sussiste quindi la possibilità di contrarre infezioni quali il tetano. Per ovvi motivi è sconsigliabile deambulare a piedi nudi su terreni infestati da animali velenosi, quali serpenti o scorpioni. In Europa l'unico ofide velenoso autoctono è la vipera.

## Gimnopodismo nell'arte
come le brocche dei biancospini!
Solo, ai piedini provati dal rovo
porti la pelle de' tuoi piedini;
porti le scarpe che mamma ti fece,
che non mutasti mai da quel dì,

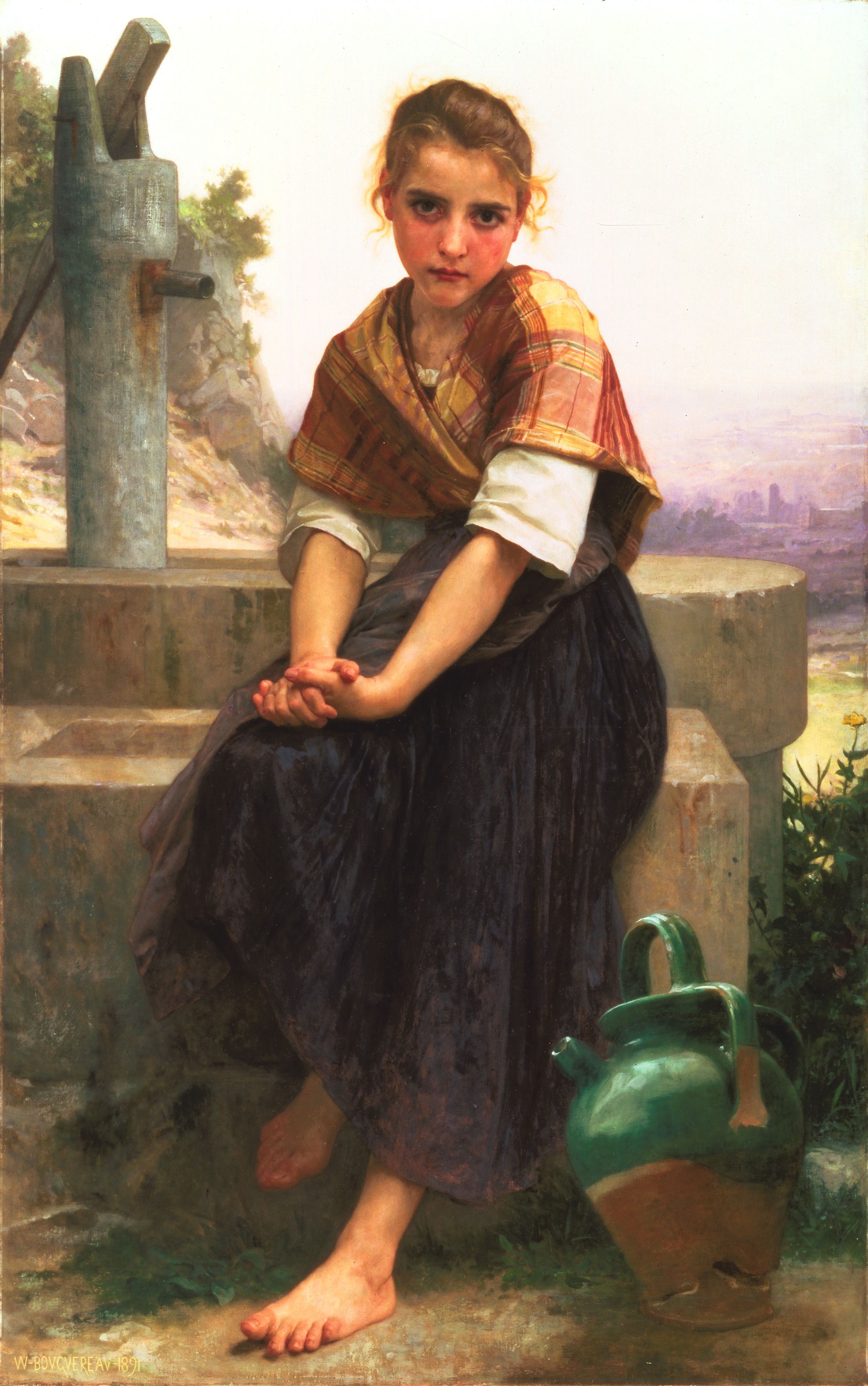
William-Adolphe Bouguereau; "La brocca rotta", 1891

che non costarono un picciolo: in vece
costa il vestito che ti cucì.»
(Giovanni Pascoli - Oh Valentino)
Sia in epoca antica che in epoca contemporanea si è utilizzato rappresentare numerosi personaggi di fantasia abitualmente scalzi in modo da enfatizzarne le proprie origini culturali (in determinate culture l'uso delle calzature è considerato facoltativo), l'estrazione sociale (l'assenza di calzature nel proprio abbigliamento è spesso associato ad una condizione di estrema povertà) oppure i tratti caratteriali del personaggio (in determinati paesi lo scalzismo è associato ai concetti di umiltà, spensieratezza, libertà e leggerezza d'animo). Alcuni esempi sono i seguenti:
- Nel lungometraggio Disney Pocahontas la principessa è rappresentata priva di calzature.
- Nella serie animata Heidi la protagonista è abitualmente scalza ed ama particolarmente stare a piedi nudi, rimuovendosi le scarpe non appena ciò è possibile.
- Nel film d'animazione Inside out Gioia, la rappresentazione grafica della medesima emozione, è l'unica delle cinque emozioni ad essere a piedi nudi.
- Nella serie anime Il guardiano della foresta - Mushiking il protagonista Peter, in modo da avere un contatto continuo con la natura, è sempre a piedi nudi.
- Nel film d'animazione della Disney Rapunzel - L'intreccio della torre la spensierata ed allegra principessa non indossa mai calzature, girando scalza anche nel paese del regno.
- Nel romanzo di Mark Twain Tom Sawyer l'omonimo protagonista è tradizionalmente rappresentato scalzo.
- Nella serie di romanzi Le cronache di Narnia, i personaggi Coriakin e Ramandu camminano sempre scalzi.
- Nel film d'animazione della Disney Aladdin l'omonimo protagonista, di bassa estrazione sociale, è rappresentato senza scarpe.
- Nel film d'animazione La strada per El Dorado la protagonista femminile Chel (come molti altri del suo popolo) non indossa scarpe.
- In molti quadri di William-Adolphe Bouguereau i suoi modelli sono rappresentati scalzi sia perché di bassa estrazione sociale sia per enfatizzarne l'innocenza e la purezza.
- Nella serie televisiva inglese Love, Nina la protagonista, Nina Stibbe, è abitualmente scalza.
- Nel film d'animazione Le 5 leggende Jack Frost, lo Spirito dell'Inverno ed il protagonista del film, è sempre ritratto a piedi nudi ed in determinate occasioni rifiuta esplicitamente di indossare calzature.
- Nella serie manga e anime Death Note il personaggio di Elle, fra le sue numerose eccentricità, rifiuta di indossare scarpe o calzini ammenoché non si trovi sulla strada.
- Nel film Amore e magia il personaggio di Demi Moore, Marina Lemke, cammina spesso scalza, sia a casa che fuori.
- Nel film Il giullare del re il personaggio di Glynis Johns, Jean, cammina scalza praticamente per tutto il film.
- Nel film d'animazione della Disney Oceania la protagonista (come molti del suo popolo) non indossa mai calzature.
- Nella serie animata Steven Universe I personaggi di Rose Quartz e Lapislazzuli sono gli unici perennemente scalzi.

Poiché le mani, i piedi e la muscolatura in generale è difficile da rappresentare con cura molti scultori realizzavano le proprie opere lasciando il soggetto privo di calzature o completamente svestito in modo da poter dare mostra della propria bravura e capacità.